# Festus Hommius
Festus Hommius (Fetse Hommes) (Jelsum, 10 februari 1576 – Leiden, 5 juli 1642) was een Nederlands gereformeerd theoloog, predikant en bijbelvertaler. Hij was scriba van de Synode van Dordrecht (1618-1619) en intensief betrokken bij het conflict tussen Jacobus Arminius en Franciscus Gomarus. Veel invloed had zijn vertaling van de verklaring van de Heidelbergse Catechismus door een van de opstellers, Zacharias Ursinus, Het Schatboeck der verclaringhen over de Catechismus. Ook was Hommius als auteur en redacteur betrokken bij de Statenvertaling van de Bijbel.

## Levensloop
Hommius werd geboren in een deftige Friese familie. Zijn vader is Hummo Sixti Homminga, zijn moeder is Anna Fetsesdr Schierhusius, zij kwam uit hetzelfde geslacht waaruit ook Viglius van Aytta gesproten was.. Zijn 1e huwelijk was met Johanna Cuchlinus, dochter van Johannes Cuchlinus, de eerste regent van het statencollege. Zijn 2e huwelijk met Hester van Hertsbeek. Hij studeerde vanaf 1593 aan de Universiteit van Franeker bij Sibrandus Lubbertus, trok in 1595 naar de hugenotenstad La Rochelle en voltooide zijn studies vanaf 1596 in Leiden.
In 1599 werd hij predikant te Dokkum en al snel afgevaardigde van de provinciale synode van Friesland. In 1602 was hij legerpredikant te Warmond en predikant te Leiden.

### Het conflict rond Arminius
In Leiden werd Hommius vrijwel meteen betrokken bij de geschillen rond Arminius en Gomarus, beiden hoogleraar theologie aan de Leidse universiteit. Hommius koos hierin duidelijk partij tegen Arminius en de remonstranten, zoals zijn aanhangers genoemd werden. Hij publiceerde verschillende strijdschriften en verslagen van conferenties, die hij met remonstrantse leiders als Johannes Wtenbogaert hield. Toen de remonstranten in 1617 de politieke macht in Leiden naar zich toe wisten te trekken werd Hommius de leider van een praktisch zelfstandige contraremonstrantse gemeente. Nadat Maurits de macht had gegrepen en de remonstrantse troepen had afgedankt, werd er een internationale synode uitgeschreven om het kerkelijke conflict af te handelen.
Hommius werd in 1618 afgevaardigd naar deze Synode, die in Dordrecht werd gehouden. Hij was daar een van de twee scriba's. In deze functie werd hij verantwoordelijk voor de uitgave van de Dordtse Leerregels en de acta van de synode. Ook diende hij zorg te dragen voor een vertaling van de gereformeerde belijdenisgeschriften in het Latijn. Deze taak leverde hem in 1620 - na aanbieding van de Acta van de Dordtse Synode aan de Engelse koning Jacobus I - een eredoctoraat van de Universiteit van Oxford op.

### Regent van het Statencollege en Bijbelvertaler
Van 1619 tot 1640 was Hommius regent van het Statencollege, een instelling voor onvermogende theologiestudenten in Leiden. Hij volgde Gerardus Joannes Vossius op, die was afgetreden als regent in de nasleep van de bestandstwisten. Om regent te kunnen worden, werd Hommius op 22 oktober 1619 door Johannes Polyander aan de Leidse universiteit tot doctor in de theologie gepromoveerd .
Hommius werd betrokken bij de Statenvertaling van het Nieuwe Testament en de apocriefe boeken, eerst als revisor, later als vertaler. Hij kreeg het beheer over de originele manuscripten, de zogenaamde autographa, die in Leiden werden bewaard. Tevens fungeerde hij als secretaris voor de revisoren, waardoor de eindredactie op zijn schouders rustte. In 1632 deed hij het voorstel om het aantal bursalen (beursstudenten) van het Statencollege te verminderen, aangezien er inmiddels meer studenten dan vacante predikantsplaatsen in Holland waren. In 1640 bedankte Hommius als regent en werd opgevolgd door Jacobus Revius. Hij overleed twee jaar later.
- Bibliothèque nationale de France: cb14329005j (data)
- Biografisch Portaal: 75832846
- Digitale Bibliotheek voor de Nederlandse Letteren: homm003
- Gemeinsame Normdatei: 122802403
- International Standard Name Identifier: 0000 0000 6680 5670
- Library of Congress Control Number: nr93019178
- Nationale Bibliotheek van Israël: 987007262704005171
- Nationale Bibliotheek van Polen: a0000003753502
- Nederlandse Thesaurus van Auteursnamen: 070087199
- Réseau des bibliothèques de Suisse occidentale: 02-A011826183
- LIBRIS: 277239
- Système universitaire de documentation: 251594971
- Virtual International Authority File: 15662320
- WorldCat: E39PBJtxh3MfMHwRKtGgFVvWDq